# Cy Marshall
Cy Marshall (ur. 17 kwietnia 1902 roku w Kansas City, zm. 20 grudnia 1974 roku w Volusia) – amerykański kierowca wyścigowy.

## Kariera
W swojej karierze Marshall startował głównie w Stanach Zjednoczonych w mistrzostwach AAA Championship Car oraz towarzyszącym mistrzostwom słynnym wyścigu Indianapolis 500, będącym w latach 1923-1930 jednym z wyścigów Grandes Épreuves. W 1930 roku nie dojechał do mety Indianapolis 500. Do mistrzostw AAA powrócił w 1947 roku, kiedy z dorobkiem 250 punktów został sklasyfikowany na dwudziestym miejsce w końcowej klasyfikacji kierowców. W tym samym roku w Indy 500 był ósmy.